# Crepis

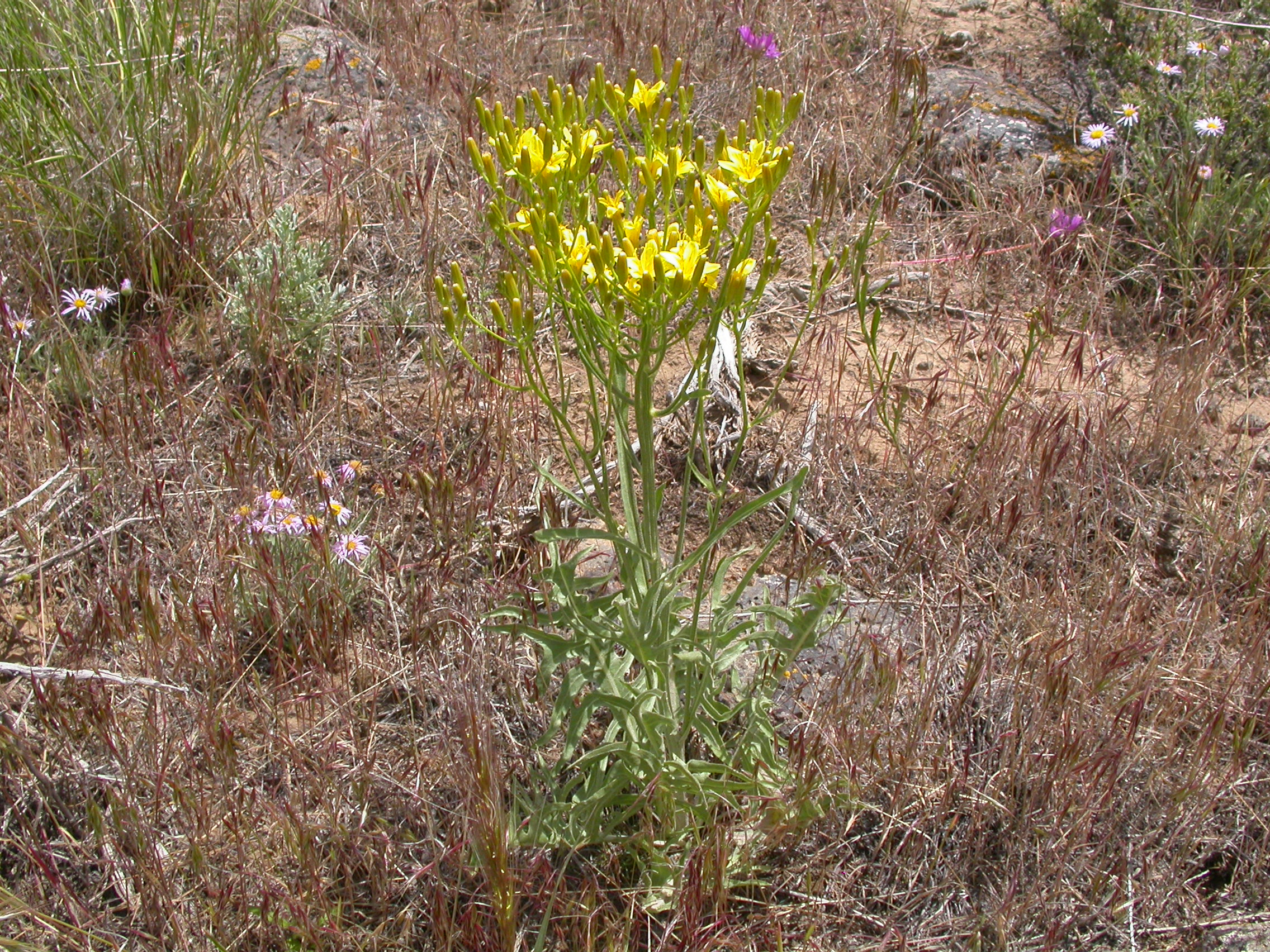
Otro ejemplo del género: Crepis acuminata

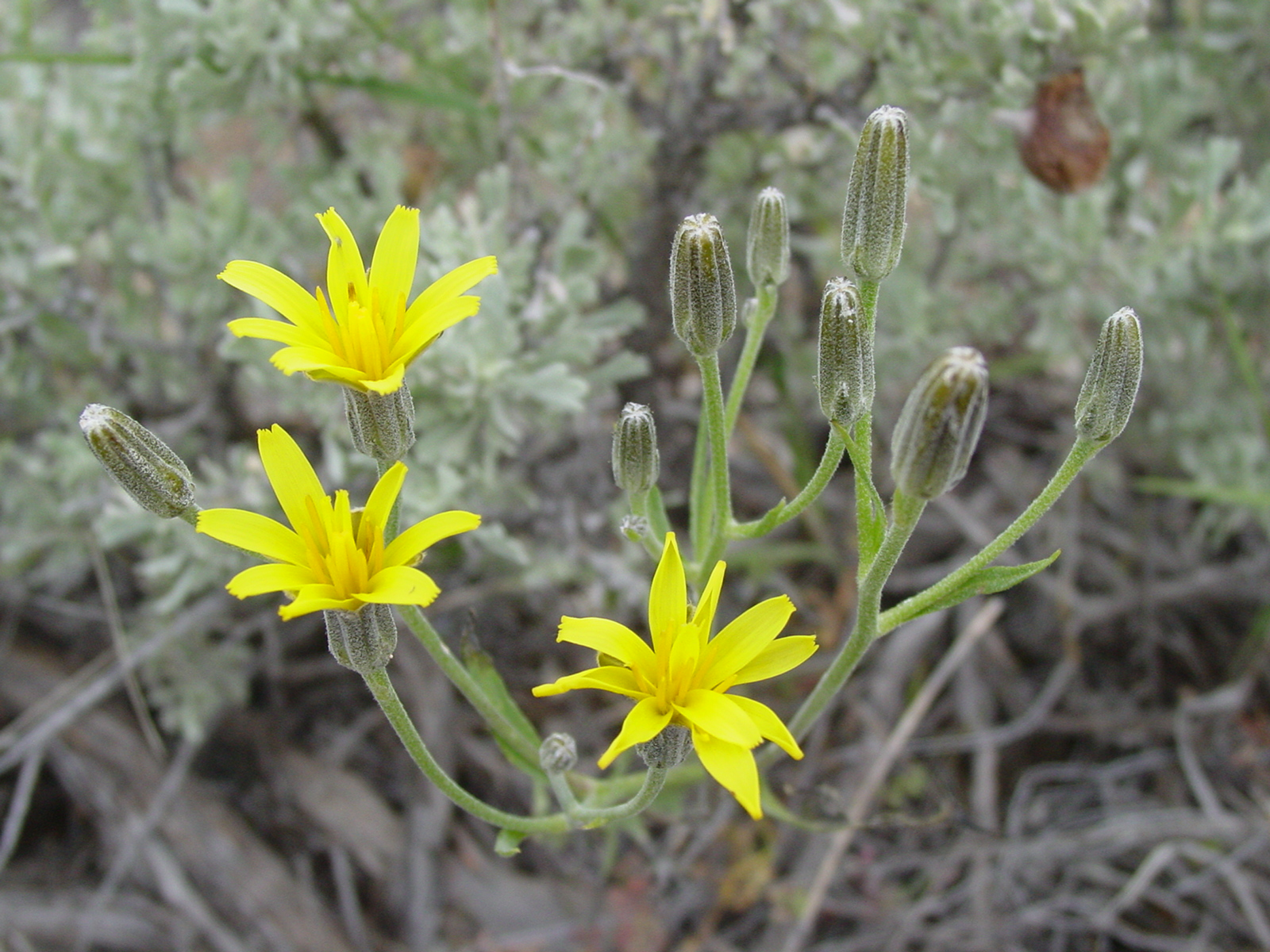
Detalle de la inflorescencia en Crepis acuminata

Crepis es un género de planta herbácea con unas 250 especies aceptadas de las casi 1400 descritas, perteneciente a la familia Asteraceae.
Es un género complejo, lo que explica la abundante sinonimia genérica y el alto número de taxones específicos e infraespecíficos descritos todavía en vía de resolución taxonómica.

## Descripción
Son hierbas perennes, biennales o anuales, rizomatosas o no, con tallos hojosos o no. Las hojas, frecuentemente en roseta basal, son muy variables: desde enteras hasta pinnadas, con el margen liso o dentado. Los capítulos se organizan en corimbos, panículas o racimos y, menos frecuentemente, son solitarios. Dichos capítulos tienen el involucro cilíndrico hasta campaniforme, con brácteas en distintas filas, las exteriores (generalmente descritas como «calículo» por los autores anglo-sajones) más o menos imbricadas y más largas de la periferia hacia el centro, frecuentemente con una banda purpúrea en el dorso. Estas brácteas son linear-lanceoladas, generalmente con pelos glandulosos y rodean un receptáculo desnudo, generalmente con alveolas ciliadas o glabras, aunque ocasionalmente está cubierto de cerdas o de páleas. Las lígulas son de color amarillo y, más raramente rojo-purpúreo. Las cipselas son cilíndricas hasta fusiformes, con 10-20 costillas lisas o finamente tuberculadas y con ápice constreñido o en pico que soporta un vilano de pelos escabridos de color blanco a amarillento, persistente o cáduco.

## Distribución
El género es nativo en toda Europa, incluido en altas latitudes, Asia, gran parte de África y Norteamérica occidental. Introducido en el resto de América del Norte, el Cono Sur, Australia y Nueva Zelanda.

## Taxonomía
El género fue descrito por Linneo y publicado en Species Plantarum, vol. 2, p. 805, en 1753, y su descripción ampliada en su Genera Plantarum, nº813, p. 347 el año siguiente. La especie tipo es Crepis biennis L.
Etimología
- Crepis: prestado del latín crēpis, -ǐdis, zapatilla/sandalia, prestado a su vez del griego χρηπίς, con el mismo sentido, posiblemente en referencia a la forma del fruto. Ya usado por Plinio el Viejo en su Historia Naturalis, (21, 99)[2][7]

## Sinonimia
- Anisoramphus DC.
- Anthochytrum Rchb.
- Aracium Neck.
- Barkhausia Moench
- Berinia Brign.
- Billotia Sch.Bip.
- Brachyderea Cass.
- Calliopea D.Don
- Catonia Moench
- Ceramiocephalum Sch.Bip.
- Choeroseris Link
- Closirospermum Neck.
- Crepidium Tausch
- Crepinia Rchb.
- Cymboseris Boiss.
- Dianthoseris Sch.Bip. ex A.Rich.
- Dysodea Borkh.
- Endoptera DC.
- Gatyona Cass.
- Geracium Mössler
- Hapalostephium D.Don
- Hieracioides Vaill.
- Hieracioides Fabr.
- Hieracioides Kuntze
- Idianthes Desv.
- Intybellia Cass.
- Intybellia Monnier
- Intybus Fr.
- Lagoseris M.Bieb.
- Lepicaune Lapeyr.
- Limonoseris Peterm.
- Limnocrepis Fourr.
- Melitella Sommier
- Myoseris Link
- Nannoseris Hedberg
- Nemauchenes Cass.
- Omalocline Cass.
- Pachylepis Less.
- Paleya Cass.
- Phaecasium Cass.
- Phalacroderis DC.
- Psammoseris Boiss. & Reut.
- Psilochenia Nutt.
- Pterotheca Cass.
- Rhynchopappus Dulac
- Rodigia Spreng.
- Sclerolepis Monnier
- Sclerophyllum Gaudin
- Soyeria Monnier
- Trichocrepis Vis.
- Wibelia G.Gaertn. & al.
- Zacintha Mill.[5]

## Especies aceptadas
Véase: Anexo: Lista de especies aceptadas del género Crepis

## Ecología
Especies de Crepis son utilizadas como alimento por las larvas de algunas especies de  lepidópteros, incluyendo Hecatera bicolorata.